# Melody Maker
Melody Maker was een Brits muziektijdschrift. Het was een van de oudste muziektijdschriften met wekelijkse oplage, naar verluidt zelfs het oudste ter wereld. Het in 1926 opgerichte blad was oorspronkelijk bedoeld als tijdschrift voor muzikanten van jazzbands. Pas vanaf de jaren 1950 werd er langzaamaan aandacht besteed aan rock-'n-roll en daaruit voortgekomen stijlen.
In de concurrentieslag uit de jaren 1970 met NME kreeg Melody Maker slechts de tweede plaats, maar bereikte desondanks een in omloop zijnde oplage van 250.000 exemplaren. In 2000 fuseerde het tijdschrift met NME, waarbij laatstgenoemde de redactie en het format behield en enkele journalisten en kenmerken van de al langer ondoelmatige Melody Maker overnam.

## Geschiedenis

### Jaren 1950-1960
Oorspronkelijk concentreerde Melody Maker (MM) zich op jazz en had jarenlang Max Jones, een van de toonaangevende Britse bekeerders van die muziek, in dienst. Het was te traag om rock-'n-roll te coveren en verloor terrein aan de New Musical Express (NME), die in 1952 was begonnen. MM lanceerde zijn eigen wekelijkse singles-hitlijst (een top 20) op 7 april 1956 en een lp-hitlijst in november 1958, twee jaar nadat de Record Mirror de eerste Britse albumhitlijst had gepubliceerd. Vanaf 1964 leidde de krant zijn rivaliserende publicaties in termen van het benaderen van muziek en muzikanten als een onderwerp voor serieuze studie in plaats van alleen entertainment. Personeelsverslaggevers zoals Chris Welch en Ray Coleman pasten een perspectief toe dat voorheen voorbehouden was aan jazzartiesten op de opkomst van door Amerika beïnvloede lokale rock- en popgroepen, vooruitlopend op de komst van muziekkritiek.
Op 6 maart 1965 riep MM op om The Beatles te eren door de Britse staat. Dit gebeurde naar behoren op 12 juni van dat jaar, toen alle vier de leden van de groep (George Harrison, John Lennon, Paul McCartney en Ringo Starr) werden benoemd tot leden van de Order of the British Empire. Tegen het einde van de jaren 1960 was MM hersteld en richtte het zich op een oudere markt dan de op tieners gerichte NME. MM had grotere en meer gespecialiseerde advertenties; nog onbekende bands zouden adverteren voor muzikanten. Het bevatte pagina's gewijd aan minderheids-interessen zoals folk en jazz, evenals gedetailleerde recensies van muziekinstrumenten.
Een peiling van Melody Maker uit 1968 noemde John Peel de beste radio-dj, aandacht waarvan John Walters zei dat dit Peel misschien geholpen heeft om zijn baan te behouden, ondanks zorgen bij BBC Radio 1 over zijn stijl en platenkeuze.
Vanaf het midden van de jaren 60 behoorden critici als Welch, Richard Williams, Michael Watts en Steve Lake tot de eerste Britse journalisten die serieus over populaire muziek schreven en een intellectueel licht wierpen op artiesten als Steely Dan, Cat Stevens, Led Zeppelin, Pink Floyd en Henry Cow.

### Jaren 70
Door de vroege jaren 1970 werd Melody Maker geassocieerd met progressieve rock. Melody Maker deed echter ook verslag van teenybopper-popsensaties zoals The Osmonds, The Jackson 5 en David Cassidy. De muziekweek gaf ook vroege en sympathieke dekking voor glamrock. Richard Williams schreef de eerste stukken over Roxy Music, terwijl Roy Hollingworth het eerste artikel schreef over The New York Dolls in protopunktermen, terwijl hij als correspondent diende voor Melody Maker in New York. In januari 1972 schreef Michael 'Mick' Watts, een prominente schrijver voor de krant, een profiel van David Bowie dat bijna in zijn eentje de slapende carrière van de zanger deed ontbranden. Tijdens het interview zei Bowie: Ik ben homo, en dat ben ik altijd geweest, zelfs toen ik David Jones was. Oh You Pretty Thing was headliner en werd al snel onderdeel van de popmythologie. Bowie schreef later zijn succes toe aan dit interview en verklaarde: Ja, het was Melody Maker die me maakte. Het was dat stuk van Mick Watts. Tijdens zijn ambtstermijn bij de krant toerde Watts ook met en interviewde artiesten, waaronder Syd Barrett, Waylon Jennings, Pink Floyd, Bob Dylan en Bruce Springsteen.
Caroline Coon werd halverwege de jaren 1970 gejaagd door redacteur Ray Coleman van Melody Maker en maakte er prompt haar missie van om vrouwelijke muzikanten serieus te nemen. Tussen 1974 en 1976 interviewde ze Maggie Bell, Joan Armatrading, Lynsey de Paul en Twiggy. Vervolgens maakte ze er haar missie van om punkrock te promoten.
In 1978 keerde Richard Williams – na een tijdje bij Island Records te hebben gewerkt – terug naar de krant als de nieuwe redacteur en probeerde hij Melody Maker in een nieuwe richting te sturen, beïnvloed door wat Paul Morley en Ian Penman bij NME deden. Hij rekruteerde Jon Savage (voorheen van Sounds), Chris Bohn en Mary Harron om intellectueel verslag te doen van postpunkbands als Gang of Four, Pere Ubu en Joy Division en van new wave in het algemeen. Vivien Goldman, voorheen bij NME en Sounds, gaf de krant een veel betere berichtgeving over reggae en soulmuziek en herstelde de superieure dekking van die genres die de krant had in het begin van de jaren 1970. Ondanks deze belofte van een nieuwe richting voor de krant, ontstonden er interne spanningen, voornamelijk tussen Williams en Coleman, tegen die tijd hoofdredacteur, die wilde dat de krant zou vasthouden aan de meer conservatieve rockmuziek die het tijdens het punktijdperk bleef steunen. Coleman had erop gestaan dat het papier er uit moest zien als The Daily Telegraph (bekend om zijn ouderwetse ontwerp), maar Williams wilde dat het papier er moderner uit zou zien. Hij gaf opdracht tot een vernieuwd ontwerp, maar dit werd door Coleman afgewezen.

### Jaren 1980
In 1980, na een staking die de krant (samen met NME) voor een periode uit de publicatie had gehaald, verliet Williams MM. Coleman promoveerde Michael Oldfield van de ontwerpstaf tot de dagelijkse redacteur en nam het een tijdje terug waar het was geweest, met nieuws over een bezettingswijziging bij Jethro Tull die functies over Andy Warhol, Gang of Four verving en Factory Records op de omslag. Verschillende journalisten, zoals Chris Bohn en Vivien Goldman, verhuisden naar NME, terwijl Jon Savage zich aansloot bij het nieuwe tijdschrift The Face. Coleman vertrok in 1981, het ontwerp van het papier werd bijgewerkt, maar de verkoop en het prestige stonden in het begin van de jaren 1980 op een laag pitje, met NME-dominantie.
In 1983 was het tijdschrift meer populistisch en popgerichter geworden, geïllustreerd door zijn modieuze MM-top, regelmatige covers voor mensen als Duran Duran en de keuze van Touch van The Eurythmics als het beste album van het jaar. Er zouden echter dingen veranderen. In februari 1984 werd Allan Jones, een stafschrijver bij de krant sinds 1974, aangesteld als redacteur: ondanks de instructies om Kajagoogoo op de cover te zetten, leidde hij het tijdschrift met een artikel over de opkomende band The Smiths.
In 1986 werd MM gestimuleerd door de komst van een groep journalisten, waaronder Simon Reynolds en David Stubbs, die de muziekfanzine Monitor hadden geleid van de Universiteit van Oxford, en Chris Roberts van Sounds, die MM vestigde als meer individualistisch en intellectueel. Dit was vooral het geval nadat de hiphopoorlogen bij NME, een schisma tussen liefhebbers van progressieve zwarte muziek als Public Enemy en Mantronix en fans van traditionele 'witte rock', eindigde in een overwinning voor laatstgenoemde, het vertrek van schrijvers als Mark Sinker en Biba Kopf (zoals Chris Bohn zichzelf nu noemde) en de opkomst van Andrew Collins en Stuart Maconie, die NME in een meer populistische richting duwden.

### Jaren 1990
Terwijl MM de meeste ruimte bleef besteden aan rock en indiemuziek (met name Everett True's berichtgeving over het opkomende grungecircuit in Seattle), ging het over house, hiphop, postrock, rave en triphop. Twee van de schrijvers van de krant, Push en Ben Turner, lanceerden vervolgens het maandelijkse dansmuziektijdschrift Muzik van IPC Media. Zelfs in het midden van de jaren 1990, toen Britpop een nieuwe generatie lezers naar de muziekpers bracht, bleef het minder populistisch dan zijn rivalen, waarbij jongere schrijvers als Simon Price en Taylor Parkes de jaren 1980-traditie van beeldenstorm en eigenzinnige kritiek voortzetten. De krant drukte harde kritiek op Ocean Color Scene en Kula Shaker en stond afwijkende opvattingen over Oasis en Blur toe in een tijd dat ze door de rest van de pers werden geprezen.
In 1993 gaven ze de Franse rockband Darlin' een negatieve recensie en noemden ze deze 'a daft punky thrash'. Darlin' werd uiteindelijk het elektronische muziekduo Daft Punk.
De Australische journalist Andrew Mueller trad in 1990 in dienst bij MM en werd tussen 1991 en 1993 redacteur van recensies, maar weigerde uiteindelijk om hoofdredacteur te worden en verliet het tijdschrift in 1993. Daarna trad hij toe tot NME onder zijn voormalige baas Steve Sutherland (die MM in 1992 had verlaten).
Het tijdschrift behield zijn grote rubriek met advertenties en bleef de eerste oproep aan muzikanten die een band wilden vormen. Suede werd geformeerd door advertenties in de krant. MM ging ook door met het publiceren van recensies van muziekapparatuur en demobanden voor lezers - hoewel deze stilistisch vaak weinig gemeen hadden met de rest van de krant - en zorgde ervoor dat de verkoop aan jobmuzikanten werd gegarandeerd die anders weinig interesse zouden hebben in de muziekpers.
Begin 1997 vertrok Allan Jones om het tijdschrift Uncut uit te geven. Hij werd vervangen door Mark Sutherland, voorheen van NME en Smash Hits, die aldus zijn jongensdroom vervulde en drie jaar het tijdschrift bleef redigeren. Veel oude schrijvers vertrokken, vaak verhuizend naar Uncut, waarbij Simon Price naar verluidt vertrok omdat hij bezwaar had tegen een edict dat de berichtgeving over Oasis positief zou moeten zijn. De omzet, die al aanzienlijk lager was dan die van de NME, ging ernstig achteruit.
In 1999 werd MM opnieuw gelanceerd als een glossy magazine, maar het tijdschrift sloot het jaar daarop af en fuseerde met het andere muziektijdschrift NME van IPC Media, dat een aantal van zijn journalisten en muziekrecensenten aannam.
- MusicBrainz: ee907461-814e-492b-973c-030341ea0a3c